# JAL航空機整備東京
株式会社JAL航空機整備東京は（ジャルこうくうきせいびとうきょう）は、かつて東京国際空港内の新整備地区に本社を置いていた日本航空グループの機材全般の点検･整備を行っていた、日本航空インターナショナルの子会社である。国土交通省航空局の機材整備も受託していた。
1983年に当時の日本航空の機体や部品の塗装専門会社として、日本航空機塗装株式会社として設立された。1992年より機体整備課が発足し、日本航空の機体整備分野へ業務が拡大された。最後まで航空機塗装の業務も行っていたが、業務改革に伴い次第に日本航空本体から機体整備業務の移管が拡大され、その後旧日本エアシステム(→日本航空ジャパン)の機体整備部門の大部分の移管も伴い、同社として最終的な体制となった。
2009年10月1日をもって、JALグループの他整備関連子会社とともに新たに設立された「株式会社JALエンジニアリング」に統合され、消滅した。